# Asbach (Westerwald)
Asbach (Westerwald) este o comună din landul Renania-Palatinat, Germania.
1. ↑  Christdemokrat ist neuer Asbacher Bürgermeister (în germană), General-Anzeiger Bonn[*], 28 martie 2011, accesat în 21 decembrie 2023
2. ↑   https://ortsgemeinde-asbach.de/person/franz-peter-dahl, accesat în 21 decembrie 2023 Lipsește sau este vid: |title= (ajutor)
3. ↑  Alle politisch selbständigen Gemeinden mit ausgewählten Merkmalen am 31.12.2018 (4. Quartal) (în germană), Statistisches Bundesamt[*], arhivat din original la 10 martie 2019, accesat în 10 martie 2019